# Pasillo ecuatoriano
El pasillo ecuatoriano es un género musical que se derivó del pasillo colombiano; y que era una danza folclórica autóctona, adaptación local del vals austriaco. El pasillo ecuatoriano adoptó un ritmo lento y melancólico que se toca en tonos bajos y que lo diferencia del pasillo de los demás países que pertenecieron a la Gran Colombia.
Es considerado por el Instituto Nacional de Patrimonio Cultural del Ecuador como "el género musical nacional por excelencia" ya que su difusión permitió que se cante a través de todas las regiones y en las distintas clases sociales. Por esta razón forma parte de la identidad nacional del Ecuador y "es la semilla que da el origen a las manifestaciones sentimentales del cholo costeño, el montuvio y también el citadino."

## Resumen histórico

### Inicios durante la independencia
El pasillo llegó a tierras de la región ecuatoriana, cuando apareció en la república de la Nueva Granada el valse granadino, que terminaría por denominarse vals criollo. Posteriormente con la unificación de la Gran Colombia, se diseminó por todos los territorios que corresponden a Venezuela, Colombia y Ecuador. Tendría sus inicios como música principalmente instrumental a partir de la interpretación en bandas militares, y después sería interpretado a través del piano, tiple, guitarra, arpa, violín, bajo. Poco a poco se irían añadiendo más instrumentos como el acordeón, la flauta y el requinto. Fue muy popular no solo en Ecuador sino también en el sur de Colombia, alrededor del Valle del Cauca. Durante esta época fue conocido como vals criollo y tuvo sus inicios a partir del influjo del clasicismo durante el siglo XIX. El término pasillo, nace del baile antes que de la música puesto que describía como se debía coordinar el baile entre las parejas a través de pasos más cortos o dobles. Por otro lado, el musicólogo Segundo Luis Moreno, quien a principios del siglo XX recopiló y transcribió muchas melodías indígenas y folclóricas de la sierra norte, sostiene que existe una estrecha relación entre el pasillo y el extinto toro rabón. Las primeras composiciones lo haría Aparicio Córdoba y Sixto María Durán, desde la música clásica. En las tres últimas décadas empieza su desarrollo en Ecuador a partir de la creación del Conservatorio Nacional en 1870, así como con el inicio de la construcción del Teatro Nacional Sucre que sería inaugurado en 1886. De esta manera sería un género que iniciaría como música de cámara para el baile dentro de las ciudades hasta popularizarse en el resto de ese país. El pasillo ecuatoriano empezaría a cobrar fuerza a finales del siglo XIX a partir de dos movimientos artísticos importantes. El primero fue la parte musical aportada por los compositores y músicos como: Carlos Amable Ortiz y Paredes Herrera. El segundo fue principalmente las letras de las canciones que procedían de los poemas escritos por los poetas de la generación decapitada, Medardo Ángel Silva, Arturo Borja y Ernesto Noboa.

### Consolidación del género
Según Alejandro Andrade Coello, escritor quiteño, señala que el pasillo se introdujo en tierras ecuatorianas en la década de los 70 del siglo XIX, evidencia de ello se registra el pasillo "Los Bandidos", compuesta por Aparicio Córdoba. Llega a través de las bandas de músicas militares en las guerras de independencia alrededor de 1822; posteriormente adquiere características locales, influencia del Sanjuanito y del yaraví. En Ecuador el pasillo se convirtió en el símbolo musical de la nacionalidad.<!R14> En un inicio este género emblemático era llamado “El Colombiano(a)”, se escribe en compás de 3/4. Los primeros pasillos ejecutados fueron conocidos como “valses al estilo del país” o como “colombianos o colombianas”.<!R15>
Según la investigadora Ketty Wong el pasillo ecuatoriano desde principios del siglo XX deja de ser un género festivo tocado en las retretas o en los salones y se vuelve canción que recita textos melancólicos y reflejan sentimientos de pérdida y de añoranza, hablan de la belleza de sus mujeres o expresan la valía de sus hombres y la nostalgia por el ser amado. Aunque existen además, textos que expresan admiración por los paisajes ecuatorianos, y muchas veces estos pasillos en honor de una región o ciudad son más conocidos que los propios himnos como es el caso del conocido Guayaquil de mis amores de Nicasio Safadi o "Alma Lojana" de Emiliano Ortega. Tal sentimiento evidencia un comportamiento fuertemente representativo de la nacionalidad ecuatoriana que acompaña el sentido abiertamente romántico de este género musical.
Wong señala que en Ecuador, "Debido a su capacidad de integrar y generar distintos significados entre distintos grupos sociales, étnicos y generacionales, el pasillo se ha convertido en la música nacional por excelencia".<!R16>
Es así que se puede hacer diferencia (aunque no muy marcada) entre el pasillo costeño, el pasillo lojano, el pasillo cuencano y otro quiteño.  A partir de la segunda década del siglo XX, se han introducido al pasillo poemas de escritores ecuatorianos. 

### La institucionalización

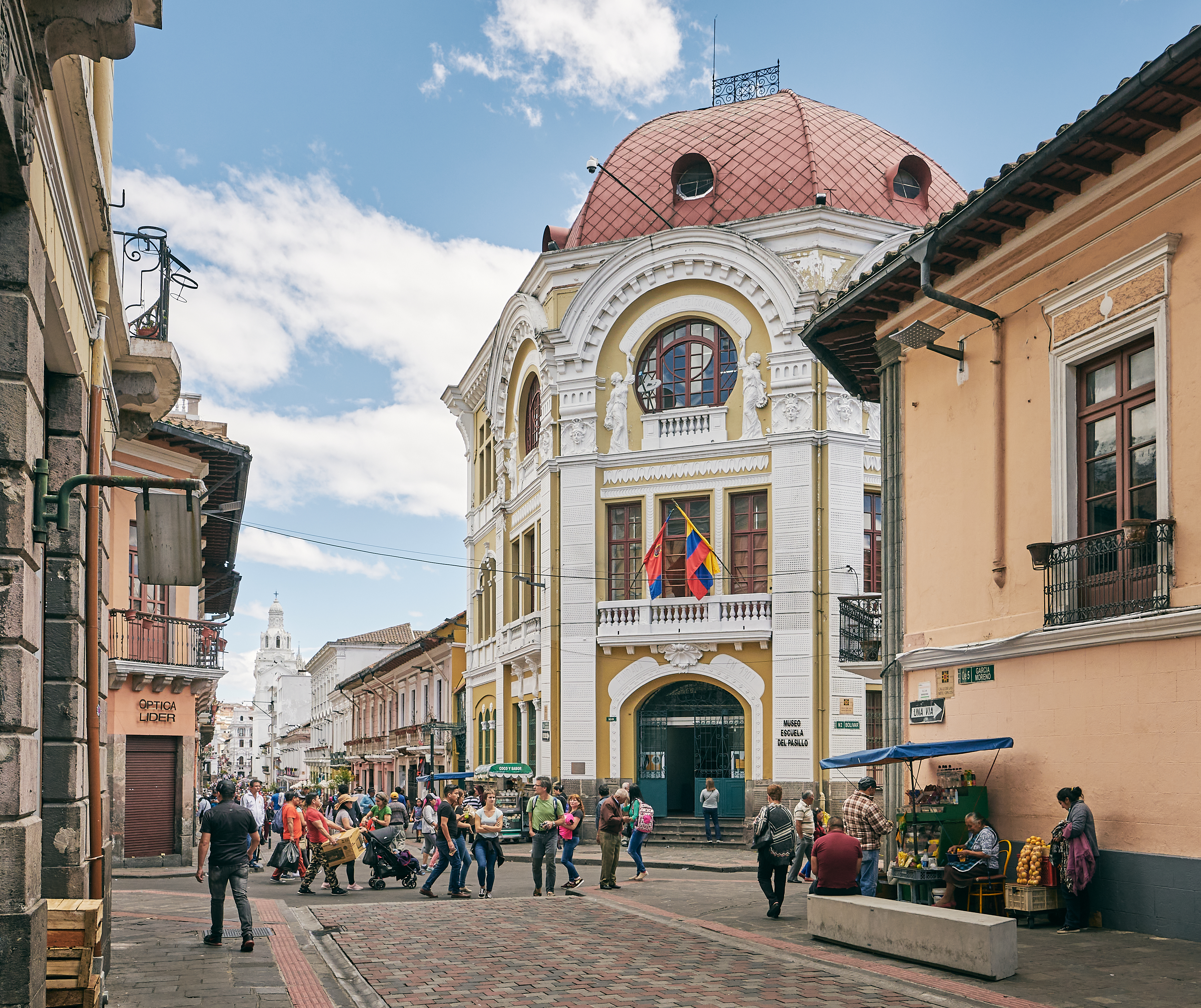
Museo del Pasillo en Quito.

En la actualidad el pasillo sigue siendo popular y hay muchos artistas que siguen interpretando este género manteniéndolo actual aunque conservando sus características tradicionales. Dentro de este grupo destacan sobre todo Margarita Laso, Álex Alvear, Alexandra Cabanilla y Juan Fernando Velasco. Laso destaca tanto en la música como en la poesía, cultivando las dos dimensiones en las que históricamente el pasillo se ha desarrollado. Por su parte Juan Fernando Velasco ha enfocado parte de su carrera musical al rescate y actualización de los pasillos. A través de "Misquilla" que es al mismo tiempo el nombre de un disco, una banda y también un bar donde se interpretan varios pasillos ha mantenido viva la tradición en las nuevas generaciones.
A partir del siglo XIX se ha buscado la conservación institucional de este género. Para ello se creó el Museo del Pasillo en la ciudad de Quito, así como el Museo de la Música Popular en Guayaquil, dedicado principalmente a Julio Jaramillo, donde también se busca rescatar a este género importante a través de su historia, principales exponentes y actualidad. Se lo nominó satisfactoriamente como patrimonio cultural inmaterial de la Unesco, lo cual fue confirmado en 2021.

## Evolución temática

### El vals y el modernismo

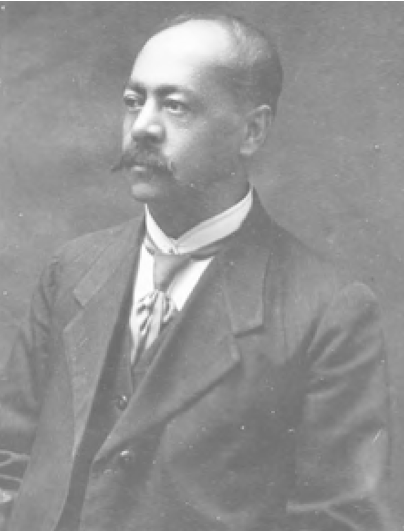
Carlos Amable Ortíz autor de "Reir llorando"

Como forma local del vals, el pasillo del siglo XIX era principalmente una música instrumental interpretada por bandas militares y estudiantinas (conjuntos de instrumentos parecidos a la guitarra) en lugares al aire libre. El pasillo también fue adaptado en composiciones de música de salón por compositores de clase media con formación musical reglada, como Aparicio Córdova y Sixto María Durán. La Revolución Liberal creó las condiciones sociales, económicas y políticas para la aparición del pasillo-canción a principios del siglo XX. De una forma puramente instrumental en el siglo XIX se transformó en una canción de amor cantada frecuentemente en serenatas con acompañamiento de guitarra. La secularización de la sociedad facilitó la aparición, a principios del siglo XX, del Modernismo , un movimiento literario hispanoamericano que expresa un "lirismo personal" y "el anhelo de una expresión artística genuinamente americana". La poesía modernista fue cultivada por la aristocracia derrotada en la Revolución, que expresó sus penas y la pérdida de poder político en poemas que describen sentimientos evasivos de amor que nunca son correspondidos. Es poco probable que el pasillo pudiera haber surgido como canción de amor antes de la década de 1890 debido al fervor religioso y al conservadurismo de la sociedad ecuatoriana, que impedían el desarrollo de expresiones artísticas centradas en asuntos mundanos y seculares, como los placeres y amarguras del amor. El hecho de que la mayoría de las partituras de las décadas de 1870 y 1880 encontradas en los archivos musicales nacionales sean esencialmente música de salón y de banda militar apoya esta opinión.

### De la melancolía a la tragedia

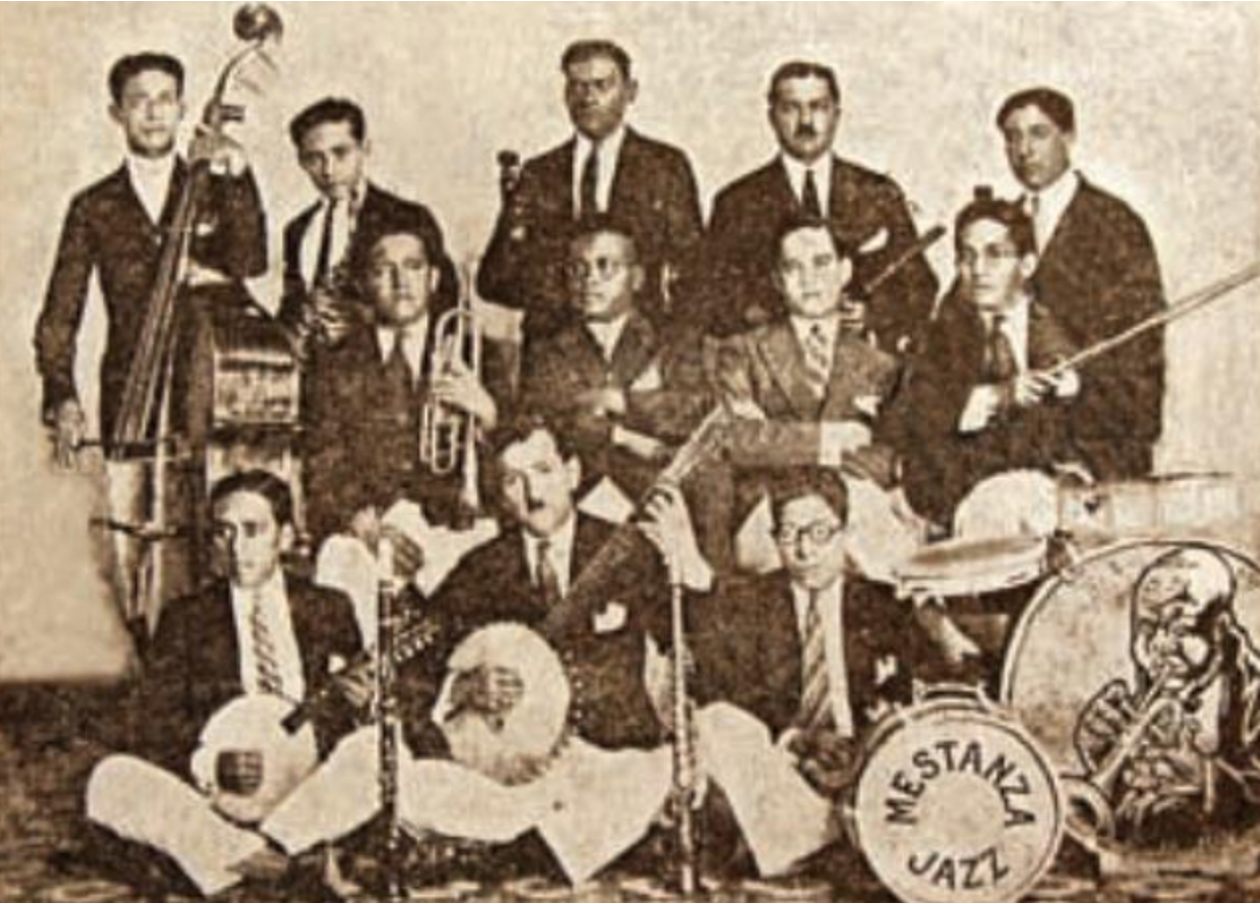
Nicasio Safadi y Enrique Ibanez en la Mestanza Jazz Band

El pasillo ecuatoriano, también conocido como pasillo triste tuvo su punto más profundo de melancolía al fusionarse con la poesía modernista durante los primeros años del siglo XX. La musicóloga Wong recoge una anécdota sobre como esto afectó la evolución del género y los esfuerzos posteriores para cambiarlo. Fue a través de César Maquilón, maestro de escuela y autor de algunos de los pasillos más populares de la antología musical nacional, quien describió en su vejez cómo los poetas y músicos de clase media limpiaban las "canciones de condenación" y habló de la relación de estos artistas con los círculos aristocráticos en los años 1920-1930. En su juventud, Maquilón y otros músicos y escritores de clase media-baja eran invitados a menudo a reuniones sociales y literarias en casas de clase media-alta. En estas reuniones, los invitados se entretenían leyendo poemas e interpretando canciones compuestas por los miembros del grupo. Maquilón recuerda que él y Nicasio Safadi, un conocido cantautor de pasillo, cambiaron la letra y la música de "Isabel", un ejemplo típico de "Canción de condenación". En lugar de decir "Maldita tu trampa , vagabunda", empleó expresiones más sutiles para representar la ira del hombre y sólo indirectamente se refirió a las penas de amor. Maquilón declaró: "Nunca he escrito por odio ni por rencor. Siempre he cantado a la ternura, a la emoción, a la dulzura, al amor verdadero." Para transformar este pasillo en una canción "con más clase", Safadi añadió elementos musicales poco habituales en las "canciones de condenación", como una introducción y breves interludios instrumentales entre las estrofas, y embelleció el arreglo musical con breves modulaciones.

### El pasillo como música triste

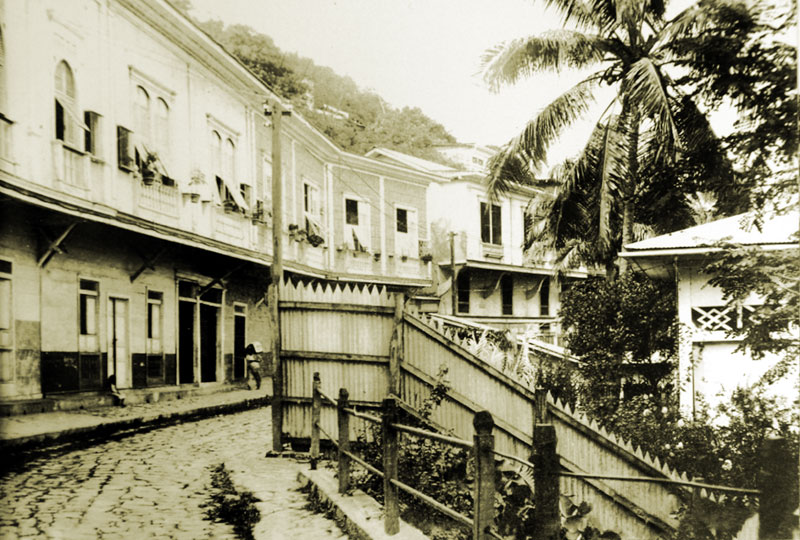
Barrio Las Peñas en el año 1920.

Es importante recalcar que el pasillo de élite no podía considerarse una canción nostálgica y sentimental en las décadas de 1920 y 1930, contrario a la percepción que existe en la actualidad del género musical. En primer lugar, era el centro de la atención pública y una fuente de orgullo nacional como resultado del éxito logrado por el Dúo Ecuador en Nueva York. Segundo, el pasillo era un medio de socialización en las retretas, una canción de cortejo en las serenatas y una música que los ecuatorianos bailaban alegremente en las reuniones sociales. En tercer lugar, la antología musical nacional aún no estaba establecida porque muchas de las canciones que iban a aparecer en ella aún no habían sido compuestas. Por último, la mayoría de los poetas y compositores que nacieron a principios del siglo XX eran jóvenes o adultos que miraban al futuro en busca de oportunidades, en lugar de sentir nostalgia por el pasado. La musicóloga Wong propone que la percepción actual de los ecuatorianos del pasillo como música triste y sentimental se "construyó" a raíz de la pérdida por parte de Ecuador de la mitad de su territorio nacional en el Protocolo de Río de Janeiro. Este fue un tratado firmado en 1942 para resolver una larga y amarga disputa fronteriza entre Perú y Ecuador. A mediados del siglo XX, que el pasillo se empezó a interpretar como un ritmo más lento y para los años siguientes había perdido su carácter bailable. En la década de 1940 se compusieron nuevos pasillos con un fuerte tono de pérdida y nostalgia por un pasado idealizado, como "Romance de mi destino", un poema de Abel Romeo Castillo al que Gonzalo Vera Santo puso música.

### La edad de oro

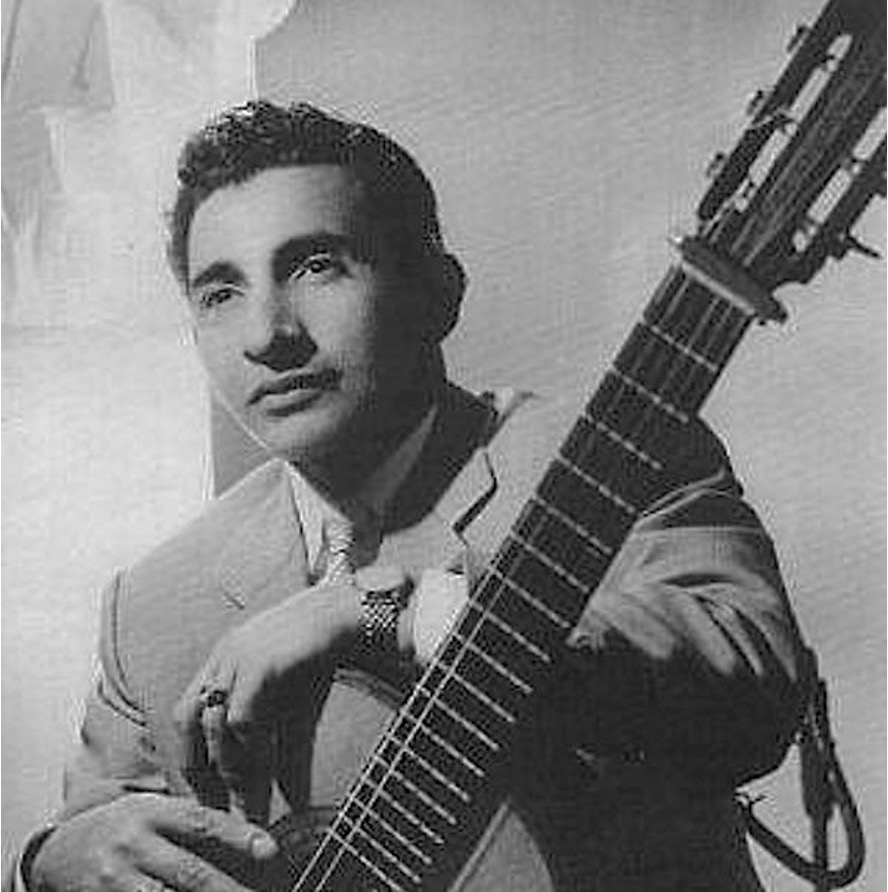
Olimpo Cárdenas

Los años cincuenta y sesenta fueron un periodo de estabilidad política, prosperidad económica y modernización del país debido al auge de las exportaciones de plátanos. También fue un periodo de esplendor para el pasillo debido al avance de la tecnología de sonido, la aparición de programas de televisión y la aparición de una nueva generación de intérpretes que innovaron el estilo de cantar pasillo. Los Hermanos Miño-Naranjo, Dúo Aguayo-Villamar y Los Montalvinos mantuvieron la tradición del cante a dúo a principios de los sesenta con un ritmo más alegre y nuevos arreglos vocales. Sin embargo, el cambio más drástico para el pasillo fue la aparición del formato de trío a finales de la década de 1950, con la influencia del Trío Los Panchos. La adición del requinto y un arreglo armónico a tres voces produjo lo que Mullo y Guerrero han llamado la "bolerización" del pasillo. El Trío Los Brillantes, formado por la cantante argentina Olguita Gutiérrez, el requintista Homero Hidrovo y el guitarrista Héctor Jaramillo, le dio al pasillo un matiz romántico y un atractivo más internacional con el estilo de cantar era muy pulido, muy diferente del estilo sentimental de intérpretes anteriores como Dúo Benítez-Valencia y Hermanas Mendoza-Suasti. Paralelamente a la actuación en trío, apareció una nueva generación de cantantes solistas, como Julio Jaramillo, que rompió con la práctica tradicional de cantar a dúo. En gran medida, la época dorada del pasillo fue posible gracias al desarrollo de la industria discográfica ecuatoriana, liderada por dos prometedores empresarios guayaquileños: Luis Pino Yerovi y José Domingo Feraud Guzmán, fundadores de IFESA (1946) y FEDISCOS (1964), respectivamente. Estas dos empresas familiares controlaban las redes de producción y distribución, incluyendo estudios de grabación, emisoras de radio, revistas, tiendas outlet e imprentas, lo que les daba un dominio total sobre la industria de la música popular. Con el objetivo de promocionar sus discos, IFESA publicó la Revista estrellas, una publicación bimensual que dedicaba regularmente artículos a cantantes, compositores y poetas ecuatorianos. En este periodo, la música ecuatoriana competía con la internacional por los primeros puestos de la cartelera ecuatoriana, y los ecuatorianos se sentían orgullosos de su música y sus artistas nacionales.

### El ocaso y los nuevos géneros
El pasillo perdió visibilidad comercial con la afluencia de nuevas músicas internacionales como la cumbia, la salsa, la nueva canción, la balada romántica, el rock y la música disco. Los ecuatorianos de clase media, principales consumidores de música nacional, se vieron inundados de nuevas opciones musicales que apuntaban a la modernidad, la felicidad, el amor romántico y la protesta social. En busca de mayores audiencias, las emisoras de radio y televisión dedicaron más tiempo a la música internacional en sus programas diarios. Incluso la Revista Estrellas, que había apoyado a los artistas ecuatorianos desde su lanzamiento en 1964, empezó a incluir más entrevistas con artistas internacionales. Años más tarde se empezaría a relacionar al pasillo con la música rocolera. Bajo este término se engloba boleros, valses y pasillos de los años setenta y ochenta. Los boleros y valses rocoleros recuerdan a las "canciones de condenación" de principios del siglo XX, ya que las letras suelen tratar temas de triángulos amorosos, mujeres traicioneras y venganza. Aunque las letras de los pasillos de la clase trabajadora carecen de estas imágenes, los ecuatorianos los asocian con el ambiente rocolero porque cantantes rocoleros de renombre, como Segundo Rosero, los cantan en la época rocolera.

### La renovación

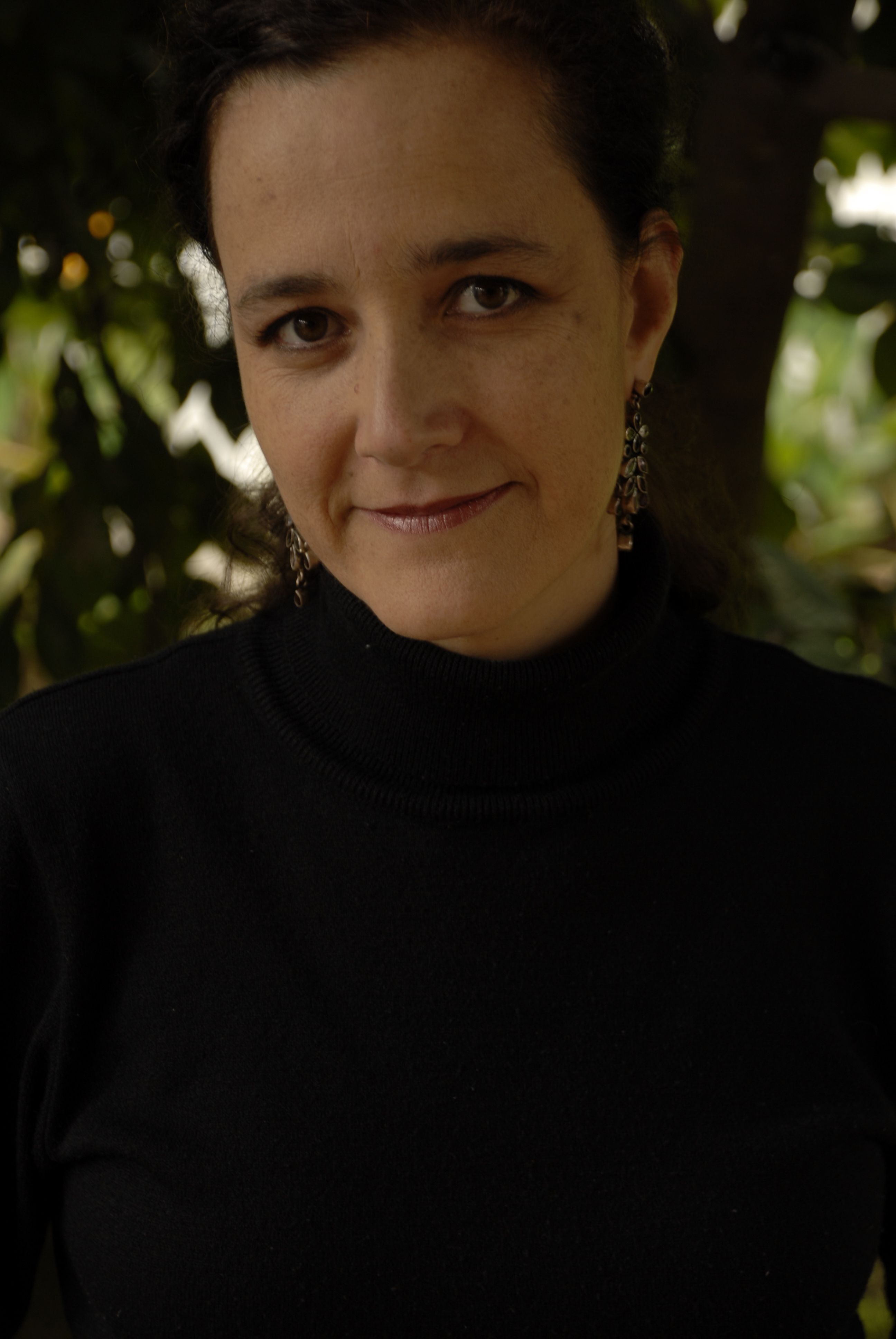
Margarita Laso

A principios de la década de 1990, los compositores académicos denunciaron la comercialización del pasillo nacional y recomendaron su renovación y modernización. Algunos propusieron "vestir el pasillo con esmoquin", es decir, que los artistas de bel canto interpretaran pasillos con arreglos para la sinfónica o la orquesta. Otros intelectuales pedían innovaciones armónicas, como la introducción de armonías de jazz y rock, para que la música fuera más atractiva para el público más joven. Algunos músicos han incorporado estas sugerencias a sus obras; muchos de manera experimental y otros de manera más popular logrando su renovación como por ejemplo Juan Fernando Velasco, Álex Alvear, Alexandra Cabanilla, Daniel Páez, La Toquilla y Margarita Laso.
En la actualidad existen varios proyectos a lo largo de todo ese país para la recuperación del pasillo que incluyen la creación de museos, establecimiento de festivales y digitalización de discos de antiguos intérpretes destacados para continuar con su interpretación.Esto incluye el museo del pasillo en Quito, la creación del "día del pasillo ecuatoriano", el museo de la música popular de Guayaquil, entre otras más. 

## Evolución de su interpretación

### Principales etapas
Las distintas interpretaciones del pasillo se dieron históricamente de la siguiente manera:
- Ejecución instrumental en bandas militares y después como un vals bailable dentro de las fiestas y eventos especiales.
- Interpretación cantada, incluyendo poemas conocidos con temática romántica, nostálgica o dedicada a alguna ciudad.
- Interpretación a través de dúos como se desarrolló en la mitad del siglo XX, generalmente vinculado a las serenatas.
- Interpretación a través de tríos incluyendo dos guitarras y un requinto, con una fuerte influencia del bolero.
- Interpretación clásica teniendo en primer plano a la voz y guitarra, con acompañamientos de cuerdas, piano y acordeón.

### La influencia de la tecnología
El pasillo tuvo una importante popularización a partir de la rocola y la grabación de los discos masivamente. Esto además de la inclusión del requinto dentro de la interpretación hizo que el pasillo que en sus orígenes tenía relación con el vals y la música clásica popularice una versión fuertemente influenciada por el bolero. Es muy común además considerar al bolero Nuestro Juramento como pasillo, aunque es fácil darse cuenta de que es en realidad un bolero al no tener un compás de 3/4. Por otro lado el reconocimiento internacional de Julio Jaramillo quien también interpretaba frecuentemente boleros hizo que ambos géneros se confundan dentro de la etiqueta de "música de rocola". Esto correspondería a la última etapa de la evolución del género que empezó como baile de salón en casas de aristócratas, después se popularizaría entre el resto de la población con la inclusión de nuevos instrumentos y letras para finalmente llegar al resto de países a través de Latinoamérica a través de la grabación de discos y su reproducción a través de la rocola, jukebox o gramola.

## Breve antología de pasillos
Aunque este género no tiene un real book donde se consolide todos los temas importantes que se consideren estándar, dentro de los discos que conforman grandes antologías de pasillos se incluyen frecuentemente los siguientes temas.
- A unos ojos
- Acuérdate de mi
- Alma lojana
- Ángel de luz
- Ausencia
- El aguacate
- El alma en los labios
- Esta pena mía
- Fatalidad
- Guayaquil de mis amores
- Lamparilla
- Los bandidos
- Manabí
- Ojos negros
- Pasional
- Romance a una tejedora manabita
- Romance de mi destino
- Sendas distintas
- Sombras
- Soñando con Quito

## Músicos relacionados

### Compositores
- Aparicio Córdoba, autor del primer pasillo, Los Bandidos.
- Carlos Amable Ortiz
- Sixto María Durán
- Carlos Bonilla Chávez, guitarrista clásico.
- Marco Tulio Hidrobo
- Olimpo Cárdenas
- Pepe Jaramillo
- Nicasio Safadi, compositor destacado.
- Francisco Paredes Herrera
- Enrique Espín Yépez
- Carlos Solís Morán
- Gonzalo Vera Santos
- Custodio Sánchez Meza
- César Maquillón Orellana
- Cristóbal Ojeda Dávila
- José Ignacio Canelos
- Carlos Rubira Infante
- Paco Godoy

### Intérpretes
- Julio Jaramillo el exponente más destacado[13]
- Máxima Mejía
- Luis Bowen
- Leonardo Páez
- Carlota Jaramillo, conocida como la "reina del pasillo".
- Paulina Tamayo[9]
- Margarita Laso
- Álex Alvear
- Juan Fernando Velasco
- Alexandra Cabanilla

## Festival del pasillo
Se determinó el 1 de octubre como el Día del Pasillo Ecuatoriano debido al nacimiento de Julio Jaramillo en ese día en 1935. Durante ese día se realizan conciertos que se extienden a lo largo de todo el mes en las distintas interpretaciones posíbles del género: como dúos, tríos o música de cámara. Esto surgió durante las primeras décadas del siglo XX como proyecto de rescate del género a partir de su declaración de patrimonio nacional. El festival se lo realiza a través de conciertos generalmente vinculados con la Casa de la Cultura Ecuatoriana, los núcleos en cada provincia, y los principales teatros de cada ciudad. Este festival se llevó a cabo de manera virtual durante los años que había restricción de movilidad.